# أندي شور
أندي شور (بالإنجليزية: Andy Shore)‏ هو لاعب كرة قدم بريطاني في مركز الدفاع، ولد في 29 ديسمبر 1955 في Kirkby-in-Ashfield ‏ في المملكة المتحدة. لعب مع نادي مانسفيلد تاون.